# Уаланье
Уаланье (исп. Hualañé) — город в Чили. Административный центр одноимённой коммуны. Население — 5 198 человек (2002).   Город и коммуна входит в состав провинции Курико и области Мауле.
Территория — 629 км². Численность населения — 9 657 жителя (2017). Плотность населения — 15,4 чел./км².

## Расположение
Город расположен в 51 км на север от административного центра области города Талька и в 53 км на запад от административного центра провинции  города Курико.
Коммуна граничит:
- на севере — c коммунами Паредонес, Лололь, Чепика
- на востоке — с коммуной Рауко
- на юге — c коммуной Саграда-Фамилиа
- на юго-западе — c коммуной Курепто
- на западе — c коммуной Вичукен

## Демография
Согласно сведениям, собранным в ходе переписи 2017 г  Национальным институтом статистики (INE),  население коммуны составляет:
| Полное население                          | Полное население                          | Полное население                          | Полное население                          | Полное население                          | 9 657 |
| ----------------------------------------- | ----------------------------------------- | ----------------------------------------- | ----------------------------------------- | ----------------------------------------- | ----- |
| в том числе:                              | Городское население                       | 5 743                                     | Процент городского населения, %           | 59,47                                     |       |
|                                           | Сельское население                        | 3 914                                     | Процент сельского населения, %            | 40,53                                     |       |
|                                           | Мужское население                         | 4 883                                     | Процент мужского населения, %             | 50,56                                     |       |
|                                           | Женское население                         | 4 774                                     | Процент женского населения, %             | 49,44                                     |       |
| Плотность населения, чел/км²              | Плотность населения, чел/км²              | Плотность населения, чел/км²              | Плотность населения, чел/км²              | Плотность населения, чел/км²              | 15,4  |
| Население коммуны в % к населению области | Население коммуны в % к населению области | Население коммуны в % к населению области | Население коммуны в % к населению области | Население коммуны в % к населению области | 0,92  |

## Важнейшие населенные пункты[3]
| №  | Название          | Название (кит.)   | Статус  | Население чел. (2017) | На карте                        |
| -- | ----------------- | ----------------- | ------- | --------------------- | ------------------------------- |
| 1  | Уаланье           | Hualañé           | город   | 5740                  | 34°58′34″ ю. ш. 71°47′54″ з. д. |
| 2  | Ла-Уэрта          | La Huerta         | поселок | 851                   | 35°05′23″ ю. ш. 71°39′24″ з. д. |
| 3  | Пералильо         | Peralillo         | деревня | 367                   | 35°01′43″ ю. ш. 71°43′20″ з. д. |
| 4  | Паррональ         | Parronal          | деревня | 320                   | 35°02′40″ ю. ш. 71°42′44″ з. д. |
| 5  | Орилья-де-Наварро | Orilla de Navarro | деревня | 230                   | 35°03′17″ ю. ш. 71°36′37″ з. д. |
| 6  | Ремолино          | Remolino          | деревня | 210                   | 35°04′02″ ю. ш. 71°41′28″ з. д. |
| 7  | Каоне             | Caone             | деревня | 193                   | 34°57′15″ ю. ш. 71°36′33″ з. д. |
| 8  | Лос-Койпос        | Los Coipos        | деревня | 177                   | 34°55′03″ ю. ш. 71°39′50″ з. д. |
| 9  | Ла-Уэрта-Юг       | La Huerta Sur     | деревня | 172                   | 35°05′41″ ю. ш. 71°40′07″ з. д. |
| 10 | Барба-Рубио       | Barba Rubia       | деревня | 169                   | 34°57′06″ ю. ш. 71°38′55″ з. д. |
| 11 | Лос-Саусес        | Los Sauces        | деревня | 146                   | 34°53′17″ ю. ш. 71°52′25″ з. д. |
| 12 | Орилья-де-Вальдес | Orilla de Valdes  | деревня | 130                   | 35°04′52″ ю. ш. 71°38′13″ з. д. |
| 13 | Эспиналильо       | Espinalillo       | деревня | 116                   | 34°52′10″ ю. ш. 71°51′09″ з. д. |
| 14 | Мира-Рио          | Mira Río          | деревня | 114                   | 34°59′38″ ю. ш. 71°45′33″ з. д. |
| 15 | Камарико          | Camarico          | деревня | 83                    | 34°56′05″ ю. ш. 71°39′25″ з. д. |